# Marcé
Marcé és un municipi francès situat al departament de Maine i Loira i a la regió de País del Loira. L'any 2007 tenia 829 habitants.

## Demografia

### Població
El 2007 la població de fet de Marcé era de 829 persones. Hi havia 276 famílies de les quals 38 eren unipersonals (19 homes vivint sols i 19 dones vivint soles), 82 parelles sense fills, 144 parelles amb fills i 12 famílies monoparentals amb fills.
La població ha evolucionat segons el següent gràfic:
Habitants censats

### Habitatges
El 2007 hi havia 318 habitatges, 285 eren l'habitatge principal de la família, 21 eren segones residències i 12 estaven desocupats. 314 eren cases i 3 eren apartaments. Dels 285 habitatges principals, 229 estaven ocupats pels seus propietaris, 52 estaven llogats i ocupats pels llogaters i 3 estaven cedits a títol gratuït; 1 tenia una cambra, 12 en tenien dues, 34 en tenien tres, 72 en tenien quatre i 166 en tenien cinc o més. 235 habitatges disposaven pel capbaix d'una plaça de pàrquing. A 101 habitatges hi havia un automòbil i a 173 n'hi havia dos o més.

### Piràmide de població
La piràmide de població per edats i sexe el 2009 era:
| Homes | Edats   | Dones |
| ----- | ------- | ----- |
| 0     | 95 o +  | 0     |
| 0     | 90 a 94 | 0     |
| 0     | 85 a 89 | 0     |
| 0     | 80 a 84 | 0     |
| 4     | 75 a 79 | 8     |
| 16    | 70 a 74 | 16    |
| 20    | 65 a 69 | 16    |
| 8     | 60 a 64 | 16    |
| 12    | 55 a 59 | 0     |
| 48    | 50 a 54 | 40    |
| 16    | 45 a 49 | 28    |
| 20    | 40 a 44 | 16    |
| 44    | 35 a 39 | 28    |
| 8     | 30 a 34 | 20    |
| 20    | 25 a 29 | 32    |
| 12    | 20 a 24 | 24    |
| 44    | 15 a 19 | 36    |
| 16    | 10 a 14 | 16    |
| 24    | 5 a 9   | 8     |
| 8     | 0 a 4   | 12    |

## Economia
El 2007 la població en edat de treballar era de 544 persones, 433 eren actives i 111 eren inactives. De les 433 persones actives 403 estaven ocupades (208 homes i 195 dones) i 29 estaven aturades (11 homes i 18 dones). De les 111 persones inactives 45 estaven jubilades, 39 estaven estudiant i 27 estaven classificades com a «altres inactius».

### Ingressos
El 2009 a Marcé hi havia 295 unitats fiscals que integraven 880 persones, la mediana anual d'ingressos fiscals per persona era de 17.548 €.

### Activitats econòmiques
Dels 26 establiments que hi havia el 2007, 3 eren d'empreses de fabricació d'altres productes industrials, 7 d'empreses de construcció, 4 d'empreses de comerç i reparació d'automòbils, 2 d'empreses de transport, 2 d'empreses d'hostatgeria i restauració, 1 d'una empresa d'informació i comunicació, 6 d'empreses de serveis i 1 d'una empresa classificada com a «altres activitats de serveis».
Dels 11 establiments de servei als particulars que hi havia el 2009, 1 era un taller de reparació d'automòbils i de material agrícola, 1 establiment de lloguer de cotxes, 1 paleta, 2 guixaires pintors, 1 fusteria, 2 lampisteries, 2 restaurants i 1 saló de bellesa.
L'any 2000 a Marcé hi havia 27 explotacions agrícoles que ocupaven un total de 1.105 hectàrees.

## Equipaments sanitaris i escolars
El 2009 hi havia una escola elemental.

## Poblacions més properes
El següent diagrama mostra les poblacions més properes.